# Apremont, Ardennes

Apremont este o comună în departamentul Ardennes din nordul Franței. În 1 ianuarie 2022 avea o populație de 120 de locuitori.